# Rotor de reacción

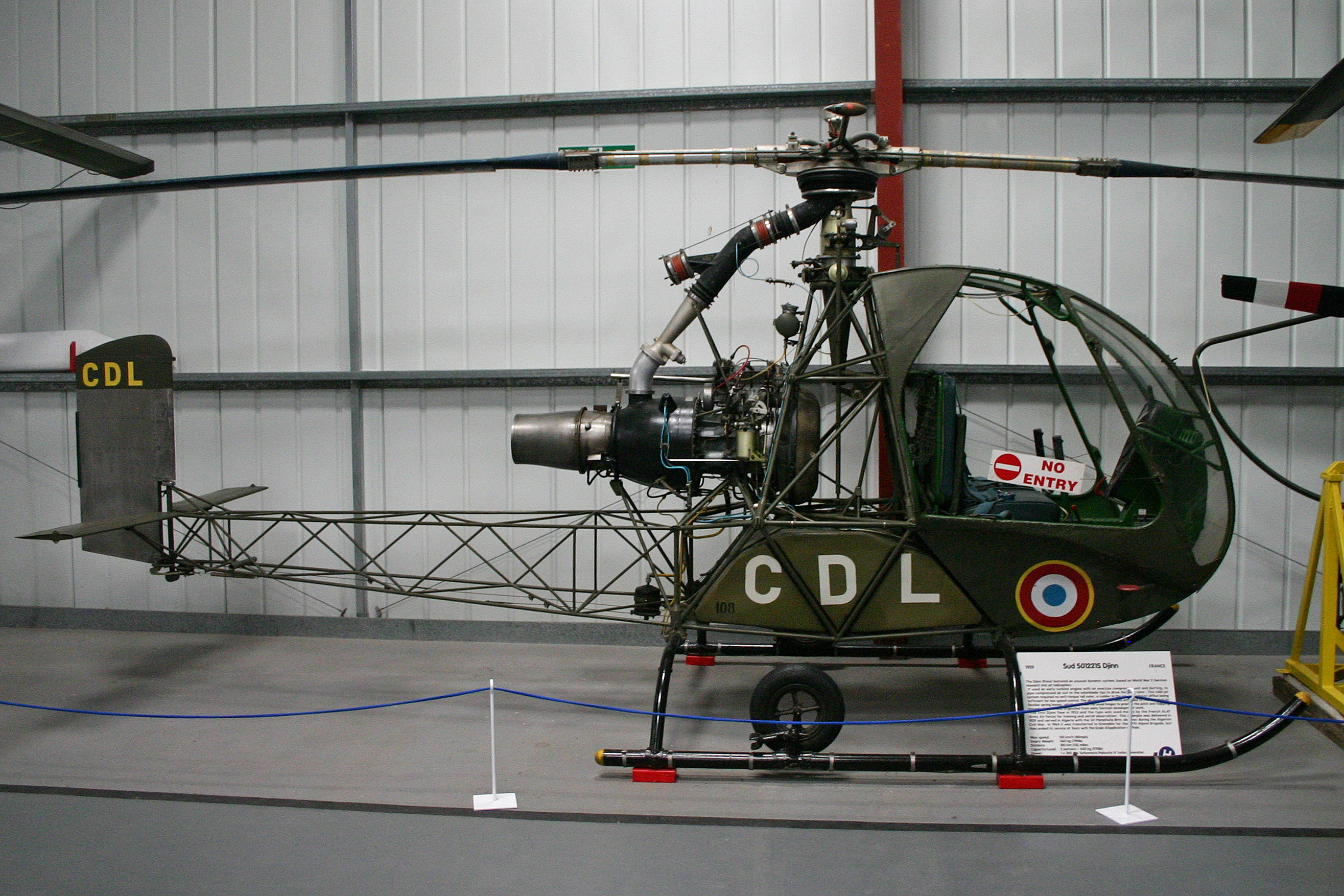
Helicóptero Djinn 108 CDL.

El aire eyectado hace mover la pajita por reacción. Un rotor de reacción, "tip jet", funciona del mismo modo.

Un rotor de reacción es un rotor de helicóptero que gira por efecto de la reacción en sentido contrario a la salida de gases a alta velocidad al extremo de las palas. Esta rotación es parecida a la que experimenta una eolípila, una rueda de fuegos artificiales o algunos dispositivos giratorios para regar el césped.
Por no tener  árbol de transmisión, un rotor por reacción no produce ningún par de reacción sobre el helicóptero y se puede prescindir del  rotor de cola .

## Descripción física del rotor de reacción

### Las palas

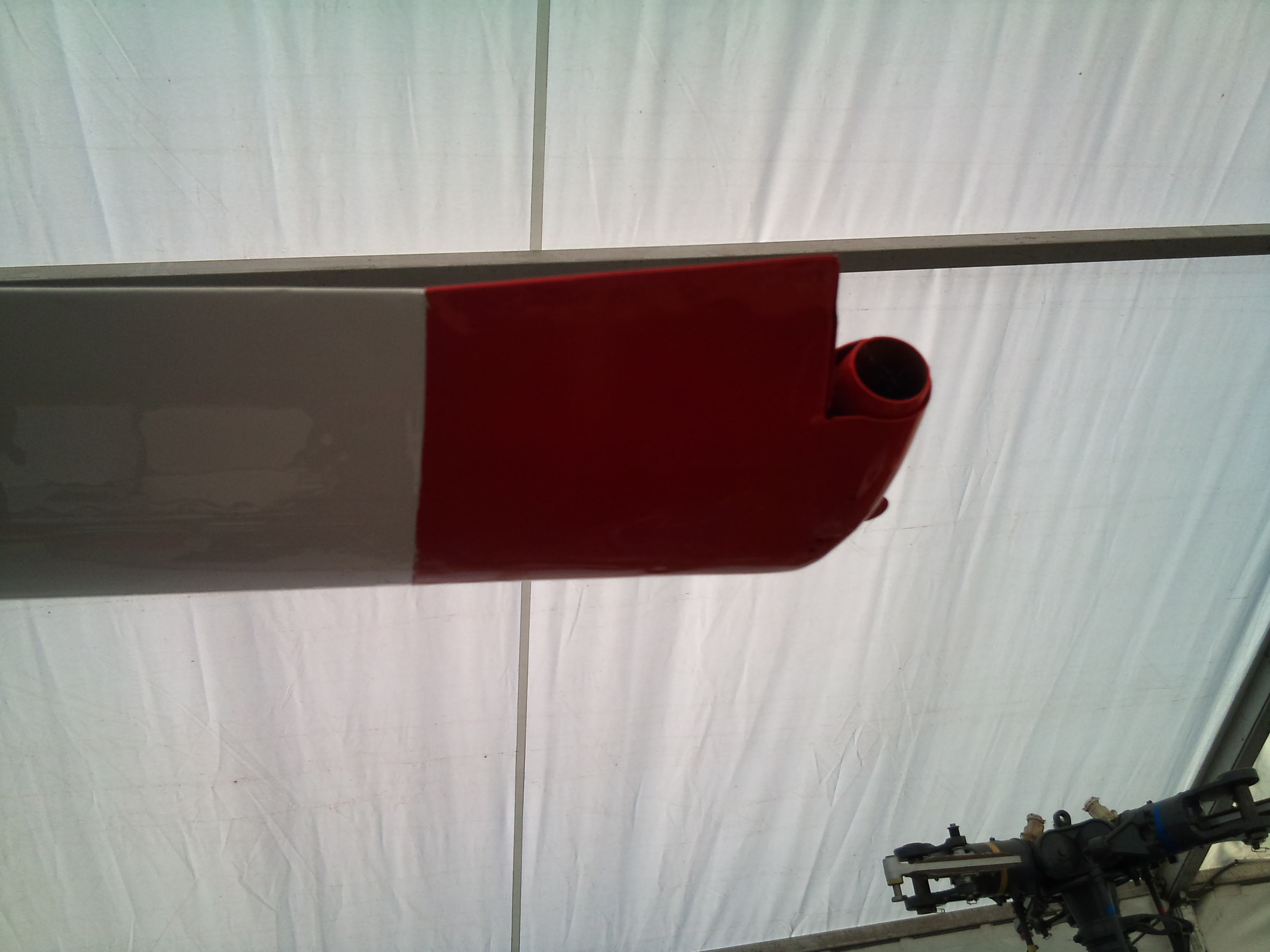
Tobera del Djinn

Una pala de un rotor de reacción es muy parecida exteriormente a una pala de un rotor convencional de helicóptero. La diferencia principal es que tiene que ser parcialmente vacía para permitir el paso de aire, gases o combustible hacia el extremo.
- En el caso de emplear un sistema de gases calientes (veáis más abajo) el materiales de la pala tienen que poder resistir la temperatura. Muchos materiales compuestos modernos tienen límites de temperatura bastante bajos.

El elemento que se monta al extremo de cada pala (simple tobera, motor, ...etc) acostumbra a tener una demasiada (pes) considerable. Más alto, cuando menos, que un extremo de pala convencional.

### El eje
Para precisar se considerará a partir de ahora, en este artículo, que el eje del rotor es una pieza 
de forma sensiblemente cilíndrica que no gira sobre su propio eje. Puede tener otros movimientos de giro parcial con efecto sobre el control del helicóptero.
El rotor en funcionamiento gira sobre el eje con un sistema adecuado de rodamientos.

## Tipo de rotores de reacción
El principio del rotor por reacción se basa al producir gases a alta velocidad al extremo de las palas. Según los elementos empleados, los rotores de reacción pueden clasificarse en tipos diferentes.

### Rotores por aire comprimido

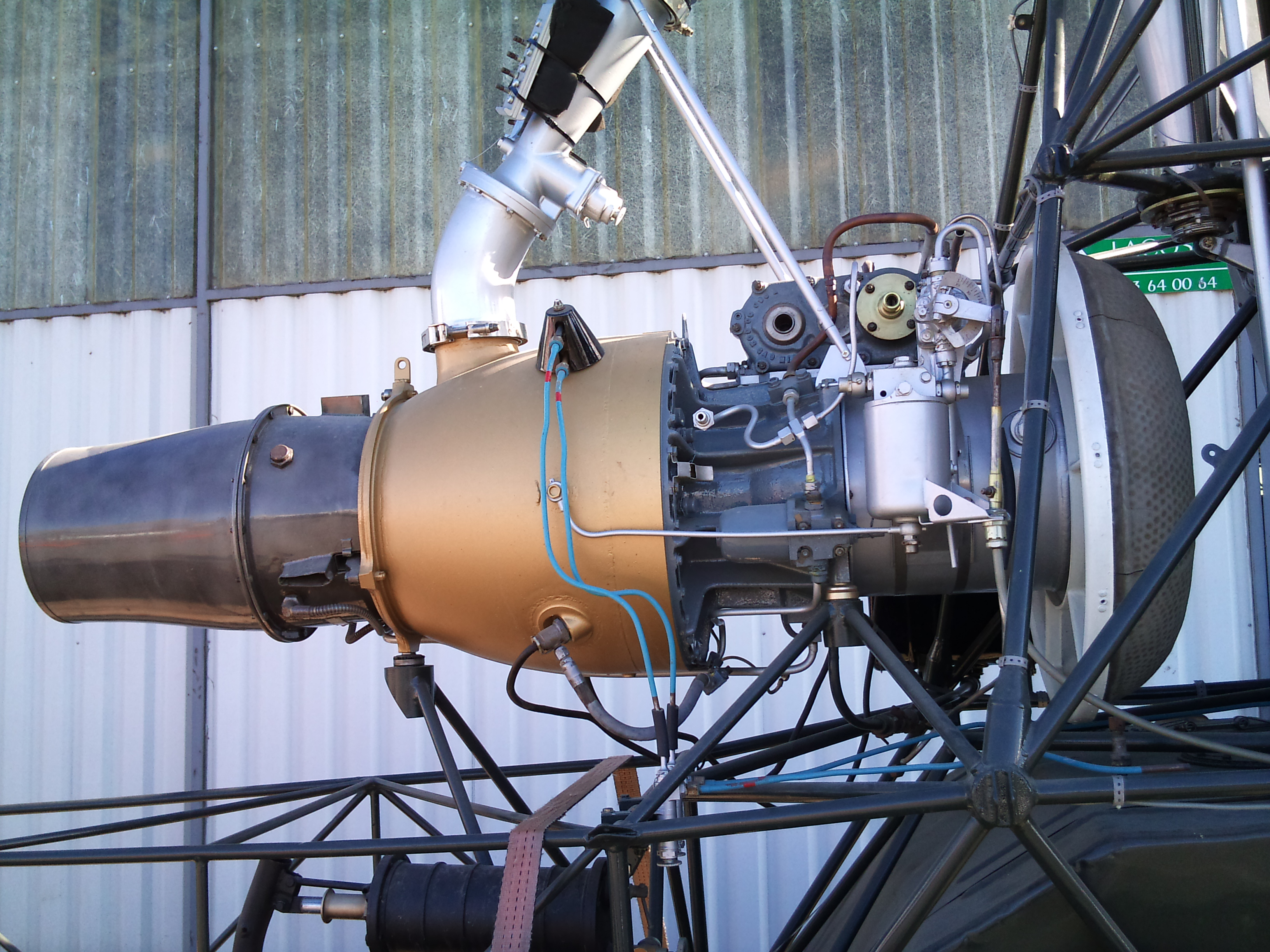
Motor Turbomeca Palouste. Ver la salida de aire comprimido, derivado de la sección de compresión del motor.

A partir de aire comprimido producido en  un compresor  (movido por un motor), el aire es conducido al extremo de la pala (pasando por el interior de esta) y acelerado en una tobera de expansión. Esta tobera transforma la presión en velocidad y hace que el aire sea ejectat tangencialment a la circunferencia de giro del rotor.
- Por el hecho que el motor del helicóptero está montado fijo sobre el mismo helicóptero y el eje del rotor (en un helicóptero de rotor convencional hay que hablar de árbol motor y no eje) se tiene que poder mover habrá que emplear un conducto del aire comprimido flexible, que absorba los desplazamientos motor/eje.
- Cómo que hay movimiento relativo entre el eje y el rotor (cuando este último está en movimiento) hace falta que  haya una junta adecuada entre el rotor y el eje.

### Rotores por gases de combustión
El motor del helicóptero dirige parte de los gases de combustión a las palas y, por el interior de estas, hacia el extremo. Una tobera los expansiona y acelera, como en el caso anterior.
- También es posible que los gases eyectados sean una mezcla de aire comprimido y gases de la combustión del motor.

### Rotores con motores de hélice en el extremo de las palas
En este caso la reacción es indirecta. Los “gas eyectado” es el caudal de aire que impulsan las hélices.

### Rotores a base de cohetes
Cuando el elemento motor es un cohete. Cómo en el caso de la rueda de fuegos artificiales.
- El cohete puede ser con propergoles sólidos, con una duración muy limitada.
- El cohete puede ser con propergoles en fase líquida o gaseosa, inyectados adecuadamente en la cámara de combustión. Los gases eyectados son los que se producen en la combustión.

### Rotores en base de motores de reacción
- Turborreactores
- Estatorreactores

## Características de vuelo de los helicópteros con rotor de reacción
- Ventajas: Supresión del rotor de cola, estabilidad en el vuelo, ausencia de vibraciones.
- Inconvenientes: consumo de combustible elevado, ruido, dificultad para pasar a la autorotación en caso de fallo de los motores.[1]

## Historia

Esquema animado de un generador de gas de pistones libres del tipo Pescara con su turbina de gas.

- El filósofo austríaco Ludwig Wittgenstein investigó el sistema de rotor por reacción mientras estudiaba ingeniería aeronáutica en la Manchester University.
- En los años 20 del siglo pasado el italiano V.Isacco construyó helicópteros con motores de combustión interna de pistones que movían hélices perpendiculares a la tangente de la trayectoria del rotor. Y pensó sustituirlos por motores de reacción en el futuro.[2]
- Según Christian Pescara, hijo de Raúl Pateras Pescara, su padre había patentado en España (patente del 21 de febrero de 1920) y en el Reino Unido ( patente n. 159.223) un dispositivo de rotor de reacción movido por aire comprimido. En aquel  caso se trataba de dos rotores coaxiales que giraban por la eyección de aire por el extremo de las palas. Archivado el 1 de octubre de 2016 en Wayback Machine.

El problema no resuelto del conjunto motor-compresor lo trajo a inventar el motor de pistones libres Pescara. Las primeras pruebas se hicieron en Barcelona, en un rincón de la fábrica Nacional Pescara ubicada en la calle Badal de Sants.
- En el curso de la Segunda Guerra Mundial, el alemán Friedrich von Doblhoff investigó la posibilidad de rotores con estatoreactores al extremo de las palas. El primer helicóptero construido con este sistema fue el WNF 342 V1 en 1943.[4][5]
- Después de la guerra dos prototipo del WNF 342 acabaron en manos americanas y Doblhoff pasó a trabajar a la compañía McDonnell Douglas. La McDonnell Douglas fabricó el modelo McDonnell XV-1.
- Augusto Stephan fue el ingeniero que proyectó los estatoreactores del modelo anterior y fue contratado por la compañía británica Fairey Aviation, que fabricó los helicópteros Fairey Jet Gyrodyne y Fairey Rotodyne. Los primeros fueron fabricados en 1954 y 1957 respectivamente.
- Un pionero de los rotores de reacción fue Eugene Michael Gluhareff.

## Modelos de helicóptero con rotor de reacción
- Percival P.74

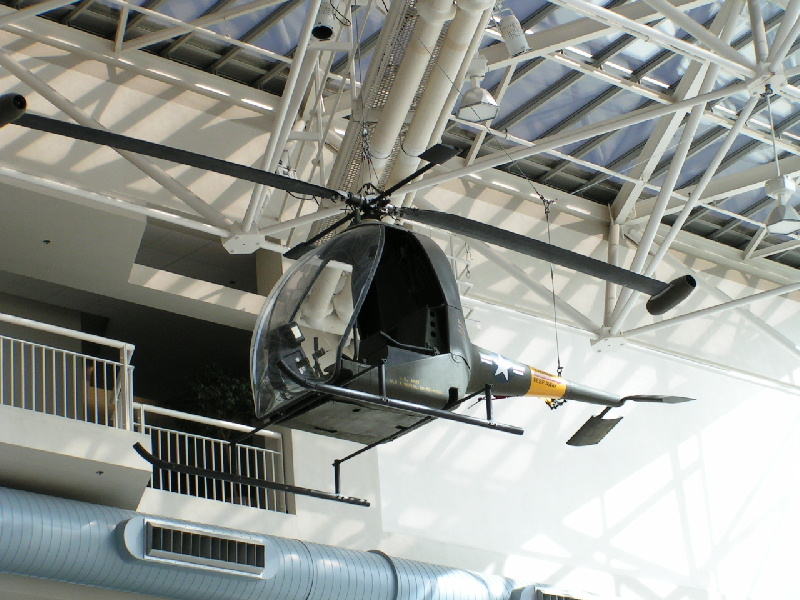
Lo Hiller YH-32 Hornet fue uno de los primeros helicópteros con rotor por reacción.

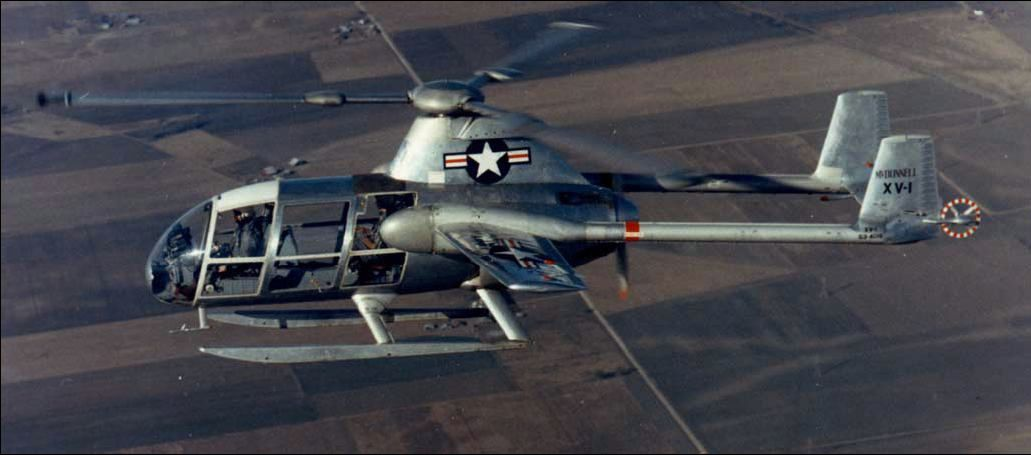
McDonnell XV-1

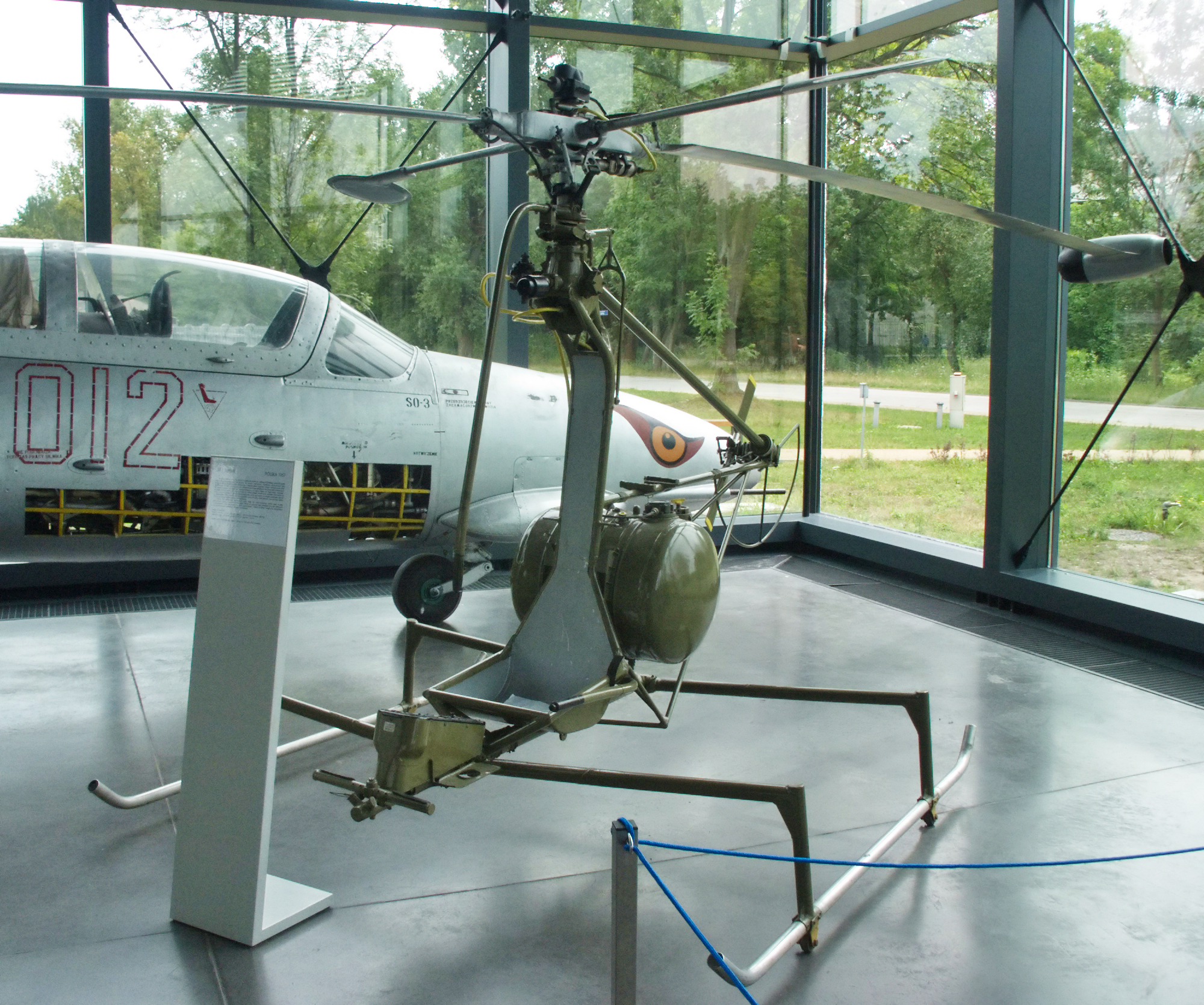
JK-1 Trzmiel

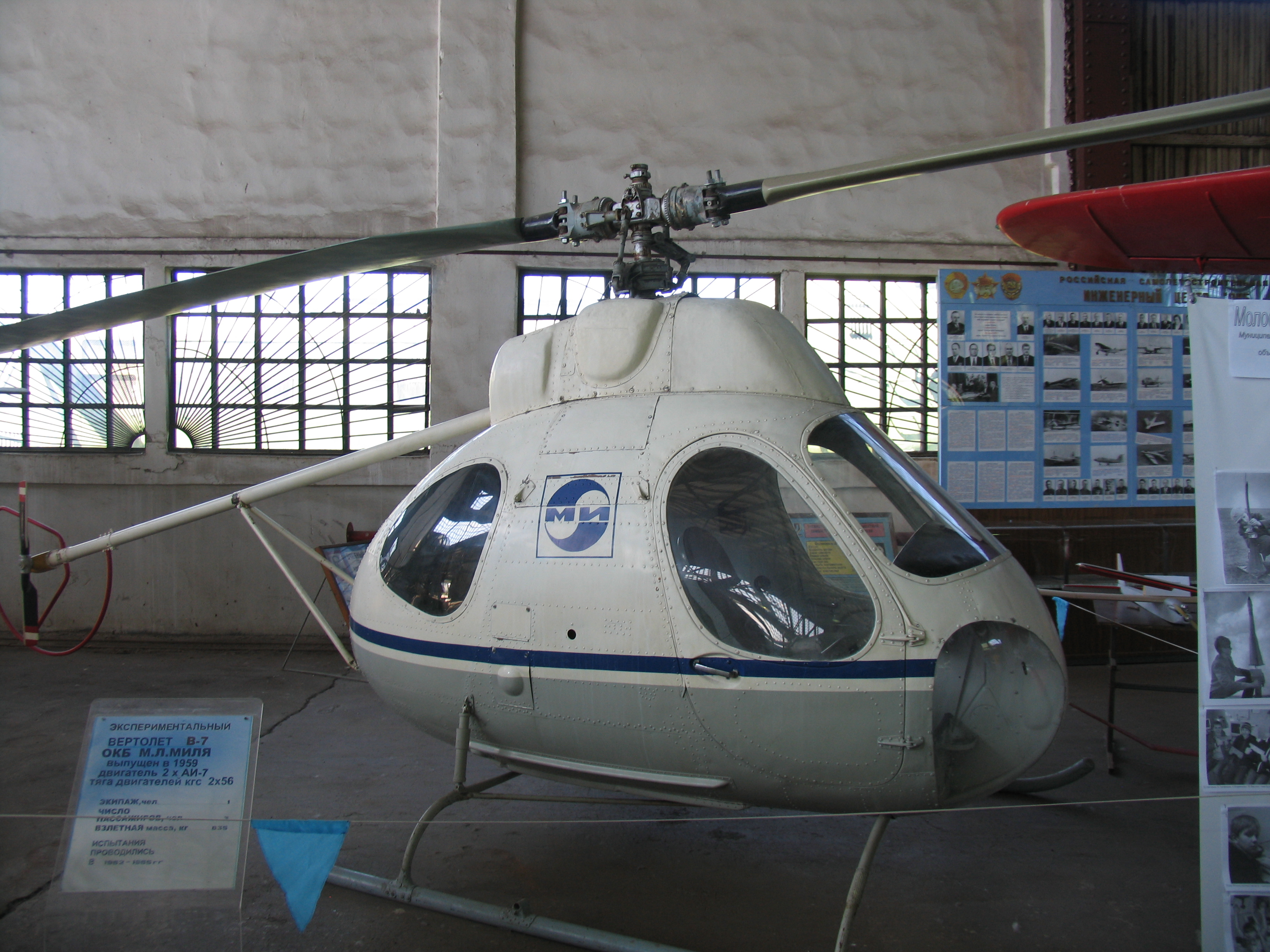
Mil V-7 VVS

- Hiller YH-32 Hornet. Primero quiere el 1950. Volava bien pero con un comportamiento mediocre. No consiguió el certificado de vuelo por culpa de un comportamiento en autorotación deficiente ("high autorotation sink rate; about 3500fpm"). Velocidad de caída en autorotación demasiado elevada. Del orden de 3500 pies por minuto.[6]
- Mil V-7 – Un proyecto soviético.[7][8]

- Fairey Jet Gyrodyne – Modelo experimental de la compañía Rotodyne. Primero quiere el 1954.
- Fairey Rotodyne – Primero quiere el 1957. Helicóptero para 48 pasajeros. Proyecte cancelado por ruido excesivo. Archivado el 1 de octubre de 2016 en Wayback Machine.

- Fairey Ultra-light Helicopter – Primero quiere el 1955. Prototipo militar único. No  hubo pedidos ni fondos para la investigación.
- Fiado 7002 – Primero quiere el 1961. Un único prototipo fue construido.[9][10][11]
- Focke-Wulf Fw Triebflügel -  Diseño alemán de la Segunda Guerra Mundial. No fue construido.
- McDonnell XV-1. Fue un modelo experimental  de un autogir que podía  elevarse y aterrizar como un helicóptero, mediante un rotor de reacción que funcionaba a voluntad del piloto. La velocidad era alta (322 Km/h) pero la tecnología era compleja  y no justificaba las ganancias. Además, el ruido se consideró excesivo. Lo primero quiere fue el 1954. Dos unidades fueron construidas.[6] * Hughes XH-17 Flying crane  - Era un tipo de grúa voladora que empleaba el rotor de mayor diámetro (en un helicóptero) de todos los tiempos. El proyecto fue cancelado por un consumo excesivo de combustible que limitaba el radio de acción a unos 50 km.[12]
- NHI H-3 Kolibrie (Nederlandse Helikopter Industrie) Se  construyeron  unas 11 unidades.[13][14]
- Rotary Rocket Roton ATV
- Sur-Ouest Ariel – Primero quiere el 1947. Tres prototipos construidos.
- Sur-Ouest 1221 Djinn – Primero quiere el 1953. El rotor era accionado por aire comprimido, generado por  una turbina de reacción Turbomeca. Lo Djinn fue el único modelo que fue fabricado industrialmente, con un número de unidades significativo (178 en total).[4][15]
  - El nombre de Djinn vale tanto como genio. Lo Djinn fue un helicóptero de dos asientos propulsado por un turbomotor Turbomeca de 240 CV. El motor se montaba detrás de los asientos en posición longitudinal y centrada. El aire comprimido se derivaba desde el conjunto de ruedas compresores axiales mediante un conducto inclinado hasta el eje del rotor. A pesar de que la temperatura era de unos 160 grados C, se consideraba “aire frío” a efectos técnicos. Desde el eje vacío iba hacia el extremo de las palas. Más concretamente, el aire se dirigía hacia la tobera (perpendicular al eje de la pala y tangencial a la circunferencia de giro del rotor). Allí se  inyectaba combustible. La misma tobera actuaba como cámara de combustión, haciendo las funciones de un estatoreactor (ahorrando el peso y el volumen de un verdadero estatoreactor).
  - La estructura era de tubos de acero soldados, con una cabina reducida y unos instrumentos de vuelo mínimos. Última de la cabina  había el motor.
  - Lo Djinn tenía un timón en el camino de los gases de escape. Dos estabilizadores verticales, al extremo de dos barras de la estructura (separadas, paralelas, horizontales y orientadas longitudinalmente) completaban se sistema estabilizador aerodinámico.

- JK-1 Trzmiel Prototipo polaco de helicóptero de un asiento.[16]
- VFW-Fokker H3 – Solo volaron dos unidades.

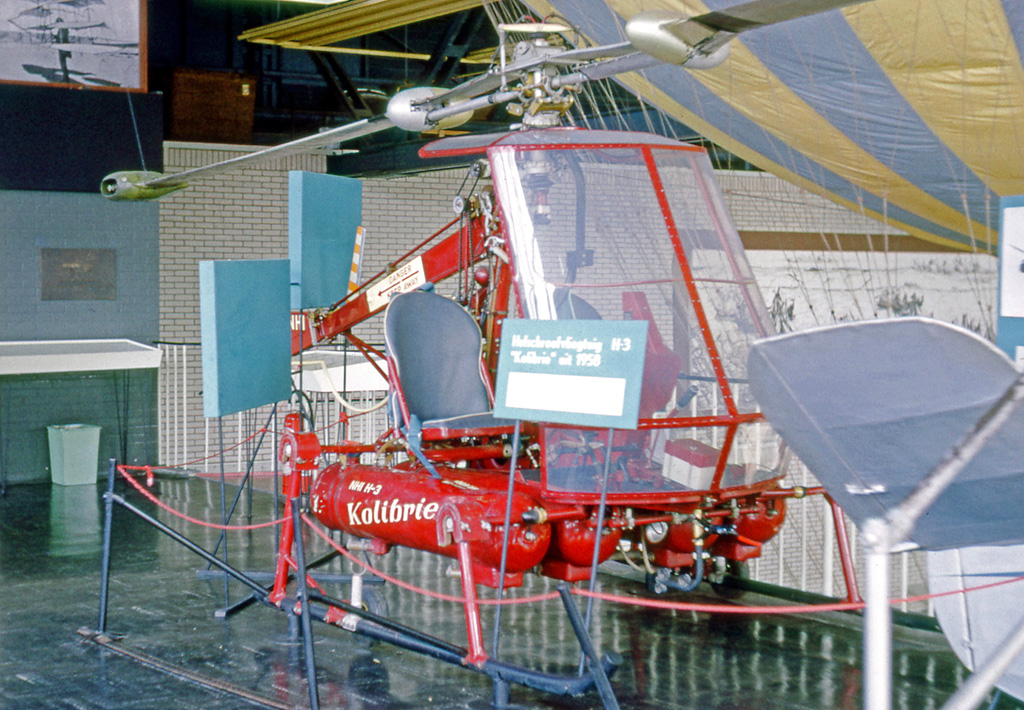
Gluhareff.[17]  - NHI H-3 Kolibrie
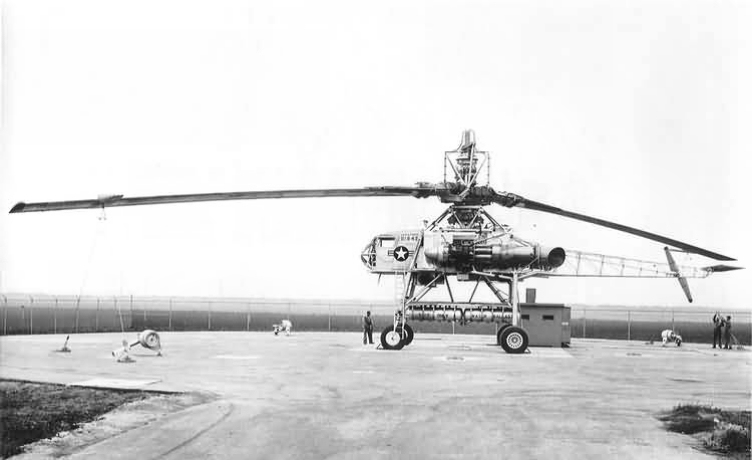
Grúa voladora Hugues XH-17
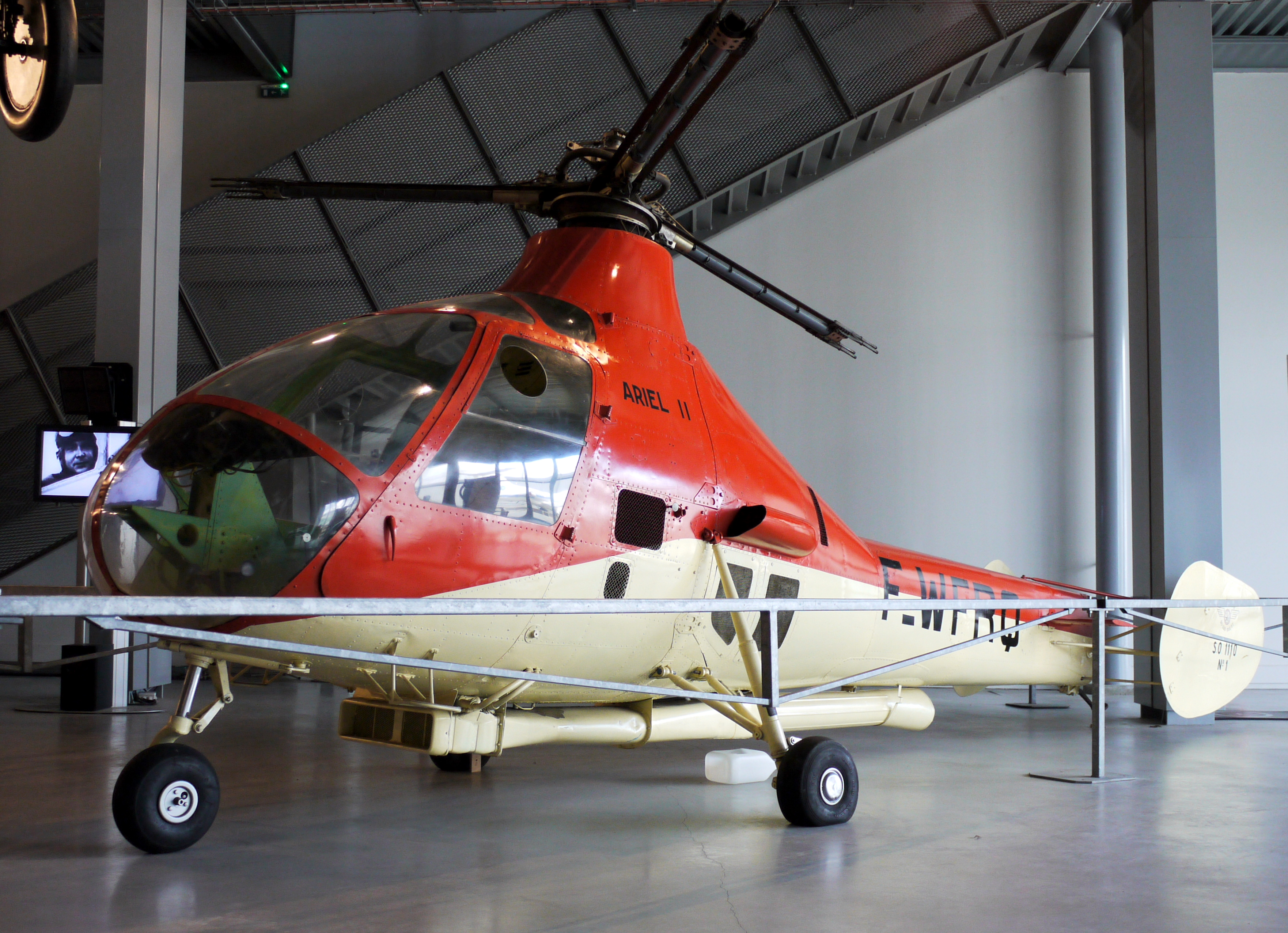
Sur Ouest Ariel
  - Grúa voladora Hugues XH-17
  - Sur Ouest Ariel

### Otros modelos y diseñadores
- Innosuisse SwissCopter (DragonFly). Archivado el 11 de marzo de 2006 en Wayback Machine.
- 1987? Voljet.[18]

## Videos
- Kolibrie